# 原千晶
原 千晶（はら ちあき、1974年4月27日 - ）は、日本の女優、タレント、アロマインストラクター。アトミックモンキー所属（2023年4月1日から）。
北海道帯広市出身、千葉県長生郡一宮町在住。川越市立高階西中学校・北豊島高等学校（東京都荒川区）全日制課程普通科（理系）卒業。

## 来歴
1974年（昭和49年）、北海道帯広市に生まれる。その後は生命保険会社に勤務していた父親の転勤に伴い、北海道釧路市、福岡県北九州市小倉、大阪府、埼玉県川越市、千葉県などを転々とした。
高校は淑徳巣鴨高校（東京都豊島区）に入学、翌年北豊島高等学校（同荒川区）に再入学した。
1994年（平成6年）、1995年度の『クラリオンガール』に選出され、芸能界デビューした。当時のキャッチコピーは「ブラックドルフィン」。
翌年の1995年（平成7年）9月、渡辺ミキが新たに設立した芸能事務所・ビスケットエンターティメントに籍を置き、テレビ番組『ワンダフル』（TBS）、『ウンナンのホントコ!』（同）、『力の限りゴーゴゴー!!』（フジテレビ）などに出演した。
また、ラジオDJとしても『サンデーサウンドウォーカー』（ニッポン放送）など、多くの番組に出演した。
このうち、初代の女性MCとして出演したテレビ番組『ワンダフル』（TBS）では、番組制作にも本格的に携わり、共演のワンダフルガールズ（通称・ワンギャル）に共感し「ワンギャルの中から売れる子が出ないと番組としては失敗だ」との意識を持って懸命にサポートして、『ワンダフル』の番組としての認知度や視聴率のアップに貢献した。
1997年（平成9年）には、写真家・篠山紀信撮影によるヌード写真集 『BORA BARA』、1999年（平成11年）にはセミヌード写真集 『月刊原千晶』を発売するなど、ヌードモデルとしての活動も行った。
その後心身に疲れを感じたことから、2003年（平成15年）から約1年程、本業のタレント活動を一時休業。かねてからアロマセラピーに興味を持っており、アロマインストラクターの資格を取得後、2004年（平成16年）から「Seribu Kristal Sabun」のブランド名で石鹸（手作り石鹸）の製造も開始した。そして、自身のブログを開設して本業のタレント活動の他にアロマセラピーの情報も発信している。
2005年初めに精密検査で子宮頸がんと診断される。仕事を一時休業し、子宮を残す円錐形切除を受けて復帰した。しかし、2009年末に子宮頸がんと子宮体がんの併発に加えリンパ節への転移も発見され、年明けに子宮全摘出手術・治療に専念し、2010年5月まで抗がん剤治療を受けていた。
2010年10月10日、1度目の復帰の際に関わった仕事で知り合った番組制作会社プロデューサーと結婚した。
2011年10月、女性特有の病気やがんを患った人が集う「よつばの会」を設立した。
2016年1月10日、椎間板ヘルニアと診断されたことを明らかにした。
2020年3月31日付で、25年間在籍したワタナベエンターテインメントを退所。同年、千葉県長生郡一宮町に移住。
2023年4月1日付で、アトミックモンキーに所属。
2023年7月、リンパ浮腫を発症し保存療法を受けることを明らかにした。

## 家族
- 3歳年下の弟がいる[5]。
- TBSアナウンサーの安住紳一郎は、従兄にあたる。

## 人物
- クラリオンガールを務めていた1995年（平成7年）当時、同社のカーナビの音声案内には原の声が使用されていた。
- 芸能界では「オセロ」の松嶋尚美や、「Take2」の東貴博らが親友である。
- スポーツでは剣道が得意であり、有段者（初段）である。
- 2009年（平成21年）1月26日、自身の生まれ故郷である北海道帯広市の『帯広市観光大使』に任命され活躍中である[5]。
- 千葉の外房の海が好きで（いつ頃からかは不明だが）プライベートで時々訪れており、ある日リフォームされた売出中の一軒家を見つけ、気に入ったことから移住を決めた[2]。2020年に移住してから外房で海釣りにハマり、以後外房の海や仕事で海沿いの街に行った時など週に1回は釣りを楽しんでいる[3][15][2]。
- 『ワンダフル』の当時（原は1999年9月まで出演）の共演者やスタッフたちとは2024年12月現在も仲が良く、年に一度番組の同窓会を開いている[2]。

## エピソード

### 子供時代
生命保険会社に勤める父、母、3歳下の弟がいる。子供の頃は、父の仕事の都合で数年おきに引っ越した。父の実家である平屋の一軒家に住んでいたが2歳半で釧路市に引っ越して2年間住んだ後、大阪府枚方市の賃貸マンションに転居。幼稚園の卒園直前に神奈川県横浜市の2LDKの社宅に引っ越した。
小学4年生の時に福岡県北九州市小倉の4LDKの賃貸マンションに転居。小倉の小学校時代は横浜の方言でからかわれて悩んだが、5年生になってから友達ができて本来の明るい自分を取り戻した。小学校卒業直前に埼玉県川越市に2階建ての借家に転居し、中学卒業前後に千葉県浦安市の賃貸マンションに引っ越した。

### 高校時代
高校1年生の夏、友達に口止めされたことをうっかり他の子に漏らしたことでトラブルになり、夏休み明けからクラス中から無視されるようになった。以後学校にほとんど行けなくなって留年が決まったため自主退学を決め、荒川区内の私立高校を受験して1年生からやり直した。同級生は皆1歳年下だったが年齢が気にならないほど仲良くなり、友達と当時ブームのコギャルファッションを楽しんだ。ほどなくして雑誌の街角スナップに、ほんの小さな写真ではあったが原の写真が何度か掲載されるようになった。
高校3年生の頃に行ったディスコで、男性向けファッション誌「Fine」の編集者から雑誌に掲載する人気モデルのhitomiとの写真撮影に誘われ、彼女の大ファンだったため「行きます！」と即答。後日訪れた新島（伊豆諸島）で水着などを着て写真撮影を行い、hitomiとのツーショット写真が表紙に採用された。上記の写真撮影を体験したことで有頂天になり、芸能界に強く憧れを持った。

### 芸能界入りと住居
高校卒業後にクラリオンガールのオーディションを受けて芸能界入りし、以後1年間はクラリオン社のカーオーディオの販促（キャンペーン）のため、全国を周った。高校卒業前後に実家が新浦安から西船橋の3DKの社宅に引っ越したため、そこから仕事現場に通った。1997年に生放送の深夜バラエティ番組『ワンダフル』に東幹久と共に初代MCに抜擢。出演者は皆若い世代ということもあって放送終了後はよく朝までお酒を飲むなど親しくしていた。
『ワンダフル』出演開始からほどなくして両親が北海道に引っ越したのを機に、原宿の表参道にある1LDKのマンションで一人暮らしを始めた。当時は仕事が忙しくて寝に帰るだけの生活で、掃除をする暇もないほどだったという。1年半後に一時的に弟が居候することになったため、世田谷区内の3LDKのマンションに転居し、その後20代後半の芸能活動休業中に同区内の2LDKのマンションに引っ越した。30代前半の頃に神奈川県川崎市二子新地の2LDKのマンションに引っ越し、結婚後に品川区の借家に転居。

### がん闘病
その後気力が戻って芸能活動を再開したが、直後に子宮頸がんが発覚して患部の切除手術を受けて仕事復帰。当時医者からは子宮全摘を勧められたが、まだ31歳だったため子宮を残し、医師と相談の上で定期的に経過観察することになったという。しばらくは検診に通ったが、仕事が忙しかったことや「手術で悪い所を取って2年経ったから、もう大丈夫だろう」と安易に自己判断したことで、だんだん検査に行かなくなった。
35歳の時に突然腹部に激痛が走り、病院の診察でがんの再発や転移が発覚したため、検査を怠ったことを激しく後悔したという。当時は、プロデューサーの男性と3年交際していて結婚を考え始めていた時だったため、子供を産めなくなることを恋人に謝罪。手術後は抗がん剤治療の副作用に悩まされたが、恋人に精神的に支えられながら半年間に渡る治療を終えた。がん公表後にブログに多くの人からコメントをもらい、ネット上で悩みを共有したことがきっかけでその後「よつばの会」を立ち上げた。

## 出演

### 映画
- 失楽園（1997年） - 宮田秀子 役
- AIKI（2002年） - 芦原民子 役 *キネマ旬報ベストテン第5位

### テレビドラマ
- WITH LOVE（1998年、フジテレビ系） - 竹内めぐみ 役
- P.A.（プライベート・アクトレス）（1998年、日本テレビ系） - 高村敬子 役
- 物書同心いねむり紋蔵（1998年、NHK） - 藤木稲 役
- 隣人は秘かに笑う（1999年、日本テレビ系） - 神奈川県警監察官 役
- ビューティフルライフ（2000年、TBS系） - 小沢真弓 役
- 大江戸を駈ける!（2000年 - 2001年 TBS・C.A.L） - 綾 役
- 告発弁護士シリーズ（2001年 - 2003年、TBS系） - 弁護士・夏目理恵子 役
- es 危険な扉-愛を手錠で繋ぐ時-（2001年、テレビ朝日系）
- 火曜サスペンス劇場「監察医・室生亜季子31 母の波涛」（2002年、日本テレビ系） - 西山陽子 役
- 金曜エンタテイメント「電話オペレーター三人娘のOL事件簿」（2002年5月10日、フジテレビ） - 内藤浩美 役
- またのお越しを（2003年、TBS系愛の劇場） - 主演 小島陽子 役
- ライオン先生（2003年、読売テレビ系） - 藤崎直美 役
- ハルとナツ（2005年、NHK） - 律子 役
- 女と愛とミステリー小樽運河殺人案内20時18分の死神（2003年10月19日、BSジャパン） - 青柳奈穂子 役
- 純情きらり（2006年、NHK） - 野上八重 役
- 相棒 season5（2006年11月22日、テレビ朝日系） - 吾妻心聖館の師範代・桂木ふみ 役
- 母親失格 （2007年、東海テレビ制作昼の帯ドラマ） - 松下千賀子 役
- 土曜ワイド劇場（テレビ朝日）
  - 「おとり捜査官・北見志穂12」（2007年8月4日） - 川嶋今日子 役
  - 「内田康夫サスペンス・福原警部2」（2010年6月5日） - 山崎悠子 役
- 三十万人からの奇跡〜二度目のハッピーバースディ〜 （2008年3月、テレビ東京） - 中川桂子 役
- 新・科捜研の女（2008年5月、テレビ朝日）
- 超人ウタダ（2009年2月、WOWOW） - 尾花洋子 役
- Q.E.D. 証明終了 最終回（2009年3月、NHK） - 弁護士 役
- ママはニューハーフ（2009年4月-6月、テレビ東京Lドラ） - 三沢知世（ニコニコ医院院長）役
- 水曜シアター9「密会の宿7」（2009年7月1日、テレビ東京） - 内藤由香里 役
- JIN-仁-（第一期第一話、2009年10月・完結編最終話、2011年6月、TBS） - 看護師・博美 役
- やつらは多分宇宙人!（2010年1月9日 - 3月13日、BSフジ） - 銀側謎美 役（レギュラー）
- 水曜ミステリー9「湯けむりドクター華岡万里子の温泉事件簿5」（2011年12月28日、テレビ東京） - 黒沢百合 役
- 月曜名作劇場 「はぐれ署長の殺人急行3」（2018年1月22日、TBS） - 下山カナエ 役

### ワイドショー・情報番組
- ラジかるッ（2006年 - 2009年、日本テレビ）
- ひるおび!（2010年10月18日 - 2020年3月31日、TBS） - 火曜日コメンテーター[16][17][18]
- あさイチ（2011年4月 - 現在、NHK総合） - 不定期ゲスト
- ゆうどきネットワーク（2011年6月 - 現在、NHK総合） - 不定期ゲスト
- イノチの空（とびら）〜明日への言葉〜（2013年2月10日、中部日本放送、TBS系列（TBSほかでは2013年2月11日放送））

### バラエティ ほか
- 猛烈アジア太郎（1996年4月 - 1997年3月、フジテレビ系）
- 中居くん温泉（1996年7月 - 1997年3月、読売テレビ系）
- マガ不思議（1997年10月 - 1998年9月、TBS系）
- 力の限りゴーゴゴー!!（1999年10月 - 2002年9月、フジテレビ系）
- ワンダフル（1997年9月 - 1999年9月、TBS系）
- ウンナンのホントコ!（1998年 - 2002年、TBS系）
- インタラクTV ゴー!ゴー!マーケット（2002年4月 - 2003年3月、NHK-BShi）
- 原千晶の北九州バナナ（2006年 - 2008年、RKB）
- 趣味悠々「万華鏡」（2008年11-12月、NHK教育）
- 買っトク!（ショッピング番組、2010年3月 - 、TBS系）
- まる得マガジン「自分を磨く立ち居振る舞い」（2010年12月13日 - 29日、NHK教育）

## ラジオ
- Changeの瞬間 〜がんサバイバーストーリー〜 （2021年4月11日・18日、朝日放送ラジオ）[19]

### 著書
- ROSALBA（美研究インターナショナル）
- 心と体を癒す セラピー・オール・ガイド 2009（BABジャパン）
- CHIAKI’S LOHAS 〜香福のレシピ〜（ゴマブックス）